# Джаспер (Мічиган)
Джаспер (англ. Jasper) — переписна місцевість (CDP) в США, в окрузі Ленаві штату Мічиган. Населення — 371 особа (2020).

## Географія
Джаспер розташований за координатами 41°47′9″ пн. ш. 84°2′25″ зх. д. / 41.78583° пн. ш. 84.04028° зх. д. (41.785907, -84.040344).  За даними Бюро перепису населення США в 2010 році переписна місцевість мала площу 10,44 км², уся площа — суходіл.

## Демографія
Згідно з переписом 2010 року, у переписній місцевості мешкало 412 осіб у 151 домогосподарстві у складі 110 родин. Густота населення становила 39 осіб/км².  Було 164 помешкання (16/км²).
Расовий склад населення:
| - 94,4 % — білих - 0,5 % — чорних або афроамериканців - 0,2 % — корінних американців - 2,4 % — осіб інших рас |

До двох чи більше рас належало 2,4 %. Частка іспаномовних становила 5,6 % від усіх жителів.
За віковим діапазоном населення розподілялося таким чином: 26,7 % — особи молодші 18 років, 60,4 % — особи у віці 18—64 років, 12,9 % — особи у віці 65 років та старші. Медіана віку мешканця становила 33,7 року. На 100 осіб жіночої статі у переписній місцевості припадало 105,0 чоловіків;  на 100 жінок у віці від 18 років та старших — 101,3 чоловіків також старших 18 років.
Середній дохід на одне домашнє господарство  становив 38 840 доларів США (медіана — 30 000), а середній дохід на одну сім'ю — 51 475 доларів (медіана — 54 167). Медіана доходів становила 27 500 доларів для чоловіків та 30 625 доларів для жінок. За межею бідності перебувало 16,9 % осіб, у тому числі 9,1 % дітей у віці до 18 років та 0,0 % осіб у віці 65 років та старших.
Цивільне працевлаштоване населення становило 139 осіб. Основні галузі зайнятості: освіта, охорона здоров'я та соціальна допомога — 24,5 %, виробництво — 22,3 %, мистецтво, розваги та відпочинок — 11,5 %, роздрібна торгівля — 9,4 %.